# Rhodostrophia vinacearia
Rhodostrophia vinacearia là một loài bướm đêm trong họ Geometridae.